# Juan José Ibarretxe
Juan José Ibarretxe (* 15. března 1957 Laudio) je baskický politik, vedoucí představitel Baskické národní strany (PNV). Od ledna 1999 do 7. května 2009 byl lehendakari (hlavou vlády) Autonomního společenství Baskicko.
Juan José Ibarretxe vystudoval ekonomii na Euskal Herriko Unibertsitatea. V roce 1983 byl zvolen poslancem baskického parlamentu a v čele Baskicka stojí od 2. ledna 1999. Je autorem plánu na vytvoření volného soustátí Španělska a Baskicka a navrhuje též, aby mělo Baskicko své vlastní předsednictví v Evropské unii.